# Never Again (singel Nickelback)
Never Again – singel kanadyjskiej grupy rockowej Nickelback, zawarty na trzecim studyjnym albumie „Silver Side Up”, wydanym we wrześniu 2001 roku. „Never Again” jest utworem rozpoczynającym płytę, trwa 4 minuty i 22 sekundy i jest drugim utworem co do najdłuższych, znajdujących się na albumie. Dłuższym utworem jest tylko ballada zamykająca płytę, „Good Times Gone” która trwa 5 minut i 18 sekund. Autorem tekstu do utworu jest wokalista grupy Chad Kroeger, który także jest współkompozytorem utworu. Singel z tym utworem został wydany 26 listopada 2002 roku w Stanach Zjednoczonych, Kanadzie oraz Europie. Na terenie Europy ukazał się on nakładem holenderskiej wytwórni Roadrunner, natomiast w Stanach, nakładem EMI. Singel ukazał się dokładnie w rok po ukazaniu się poprzedniego singla „Too Bad”. Jest także ostatnim singlem promującym płytę. Początkowo basista grupy, Mike Kroeger, opowiadał się za tym utworem jako kandydatem na pierwszy singel. Jednak za namową wytwórni oraz pozostałych muzyków, zrezygnował z tego pomysłu. Obawiano się tego iż utwór ze względu na swoje mocne brzmienie nie odniesie zbyt dużego sukcesu na listach przebojów. Dlatego na pierwszy singel został wybrany utwór „How You Remind Me”.

## Znaczenie tekstu
„Never Again” to prawdopodobnie pierwsza piosenka Nickelbacka traktująca o przemocy w domu. Wydarzenia opisane w utworze są widziane z perspektywy małego dziecka, które regularnie musi obserwować brutalne zachowanie pijanego ojca wobec matki. Wiek dziecka można określić po słowach: 

I hear her scream
from down the hall...
She [the mother] cries to me,
„Go back to bed”

W następnej linijce można wywnioskować, że kiedy pobita matka dziecka trafia do szpitala, nie chce się przyznać pielęgniarce, skąd ma te ślady pobicia. Kłamie, że sama sobie je zrobiła, kiedy się przewróciła. Pielęgniarka, jednakże, nie jest przekonana, że jej urazy są odniesione przez prosty upadek, i podejrzewa, że jest ona ofiarą przemocy w rodzinie, stąd następujący cytat:

She looks at you
She wants the truth

Odkąd piosenka jest w oczach syna, agresywne czyny ojca wobec Jego matki, powoduje pogłębienie nienawiści do swego ojca. O tym świadczą słowa trzeciej zwrotki:

Father’s a name you haven’t earned yet
You’re just a child with a temper

Słowa mówią również o tym, iż syn planuje stanąć w obronie matki i powstrzymać brutalne czyny swego ojca poprzez walkę z nim:

Kicking your ass would be a pleasure

Słowa trzeciej zwrotki mówią o tym, że matka właśnie ma zostać pobita brutalnie jeszcze raz, jednak tym razem łapie ona za broń palną i strzela do swego męża, chroniąc tym samym siebie przed kolejnym brutalnym pobiciem.
Utwór rozpoczyna się wstępem na perkusji oraz gitarze basowej, po czym po chwili słychać jest mocny gitarowy riff. Zwrotki utworu są spokojne, natomiast refreny utrzymane w mocnym brzmieniu, opartym o mocne brzmienie gitar. W utworze słychać jest także agresywny wokal wokalisty Chada Kroegera.

## Reakcje
Piosenka „Never Again” jest jednym z najbardziej kontrowersyjnych utworów zawartych na płycie. Piosenka sama została uznana też za zbyt agresywną, dlatego że matka łapie za broń palną i zabija męża. Jednakże utwór ten ma za zadanie uświadomienie ludziom, jakie dramaty przeżywają niektóre matki, które padają ofiarami przemocy domowej
„Never Again” spotkał się również z przychylnymi opiniami, za realizm jaki przedstawia. Zasadniczo piosenka uchwytuje prawdziwe momenty, jakie osoba musi przechodzić podczas przemocy w rodzinie. To najlepiej opisuje niepokój sytuacji.
Piosenka „Never Again” jest także trzecim utworem w dyskografii grupy Nickelback, gdzie w tekście utworu pada słowo „fuck”. Inne utwory grupy, w których słychać to słowo to „Yanking Out My Heart” oraz „Window Shopper”. Słowo to słychać wyraźnie w trzeciej zwrotce piosenki: „She grabs the gun, she’s had enough. Tonight she’ll find out, how fucking tough is this man...”
Następnym utworem zespołu, który zawierał podobny problem w tekście jest wydany w roku 2004 na singlu utwór „Figured You Out”.

## Wydanie singla
„Never Again” jest trzecim z kolei singlem z albumu „Silver Side Up”, oraz ósmym singlem licząc wszystkie poprzednie single grupy. Singel został wydany w dwóch wersjach. Pierwsza zawiera utwór „Never Again” w wersji studyjnej oraz utwory „One Last Run” i „Worthy to Say” w wersjach koncertowych. Druga wersja zawiera utwory „Never Again” w wersji singlowej, utwory „Breathe” oraz „Old Enough” w wersjach koncertowych.

## Utwór na koncertach
Utwór zaczął pojawiać się w koncertowej setliście zespołu tuż przed wydaniem albumu w 2001 roku. Wszedł w skład koncertowej płyty „Live at Home”, zarejestrowanej podczas trasy „Silver Side Up Tour” w 2002 roku. W wersji koncertowej trwa 4 minuty i 50 sekund. Piosenka pojawiała się także regularnie podczas tras „The Long Road Tour” w 2004, oraz „All the Right Reasons Tour” w 2006/2007 roku. Podczas tej ostatniej trasy, trafił na drugi koncertowy album grupy „Live from Sturgis 2006”, który został zarejestrowany podczas koncertu w Sturgis. Utwór pojawił się także w setliście podczas koncertów przedpremierowych, promujących płytę „Dark Horse”. Podczas trasy „Dark Horse Tour”, utwór przestał być grany na żywo. Zazwyczaj zespół przejawia tendencję do grania tej piosenki w szybszym tempie, niż zawartym na płycie
Utwór dotarł do 1 miejsca w ojczystej Kanadzie, zajął także 1 miejsce na amerykańskiej liście Mainstream Rock Tracks (na której utrzymał się przez dwa tygodnie), oraz do 30 miejsca na listach w Wielkiej Brytanii.

## Teledysk
Nickelback nagrał teledysk do tego utworu, jednak jego emisja w stacjach muzycznych została zabroniona ze względu na to, że został określony jako zbyt brutalny. Dlatego do utworu powstał drugi teledysk, który powstał z fragmentów wyciętych z koncertu jaki zespół dał 25 lutego 2002 roku w Rexall Place w Edmonton. Zapis tego koncertu ukazał się na koncertowej płycie „Live at Home”. Reżyserem teledysku jest Nigel Dick.

## Lista utworów na singlu
Single CD I Wersja:
| Nr. |  | Tytuł                          | Tekst        | Muzyka     | Długość |
| --- |  | ------------------------------ | ------------ | ---------- | ------- |
| 1.  |  | „Never Again”                  | Chad Kroeger | Nickelback | 4:22    |
| 2.  |  | „One Last Run” (Live Version)  | Chad Kroeger | Nickelback | 3:32    |
| 3.  |  | „Worthy to Say” (Live Version) | Chad Kroeger | Nickelback | 4:10    |
| 4.  |  | „Never Again” (Video)          |              |            | 4:26    |
|     |  |                                |              |            |         |

Single CD II Wersja:
| Nr. |  | Tytuł                          | Tekst        | Muzyka     | Długość |
| --- |  | ------------------------------ | ------------ | ---------- | ------- |
| 1.  |  | „Never Again” (Single Version) | Chad Kroeger | Nickelback | 4:22    |
| 2.  |  | „Breathe” (Live Version)       | Chad Kroeger | Nickelback | 4:02    |
| 3.  |  | „Old Enough” (Live Version)    | Chad Kroeger | Nickelback | 2:52    |
| 4.  |  | „Never Again” (Video)          |              |            | 4:26    |
|     |  |                                |              |            |         |

## Twórcy
Nickelback
- Chad Kroeger – śpiew, gitara rytmiczna, produkcja
- Ryan Peake – gitara prowadząca, wokal wspierający
- Mike Kroeger – gitara basowa
- Ryan Vikedal – perkusja

Produkcja
- Nagrywany: Lipiec – Sierpień 2001 w Studio „Green House Studios” w Vancouver, oraz w Burnaby, Kolumbia Brytyjska
- Producent muzyczny: Chad Kroeger, Rick Parashar
- Realizator nagrań: Rick Parashar
- Miks płyty: Randy Staub w „Armoury Studios” Vancouver
- Mastering: George Marino w „Sterling Sound”
- Inżynier dźwięku: Joe Moi
- Asystent inżyniera dźwięku: Pat Sharman
- Obróbka cyfrowa: Geoff Ott
- Zdjęcia: Daniel Moss
- Manager: Bryan Coleman
- Koordynator produkcji: Kevin Zaruk
- Pro Tools operator: Alex Aligazakis
- Tekst piosenki: Chad Kroeger
- Aranżacja: Chad Kroeger, Ryan Peake, Mike Kroeger, Ryan Vikedal
- Wytwórnia: Roadrunner Records
- Pomysł okładki: Nickelback

## Notowania
| Ranking (2002)                            | Najwyższa pozycja |
| ----------------------------------------- | ----------------- |
| U.S. Billboard Hot 100                    | 124               |
| U.S. Billboard Hot Mainstream Rock Tracks | 1                 |
| U.S. Billboard Hot Modern Rock Tracks     | 24                |
| Canadian Airplay Chart                    | 1                 |
| Irish Singles Chart                       | 38                |
| UK Singles Chart                          | 30                |